# Церковь Святого Бедроса (Газиантеп)
Церковь Святого Бедроса (арм. Սուրբ Պետրոս եկեղեցի) — армянская церковь, построенная в 1723 году, располагающаяся в центре города Газиантеп Турции. Много лет использовалась как склад пряжи, после реставрации стала культурным центром Омера Эрсоя (Ömer Ersoy), где выступали такие артисты как Mavi Black, группа GEMAJ, Ezgi Saydam и другие.

## История
По некоторым данным, церковь была построена в 1723 году.
В 2005 году Советом по сохранению культурного и природного наследия Турции было принято решение о реставрации здании церкви, на что было потрачено 700 тысяч лир. Помимо реставрации, столичный муниципалитет Газиантепа провел работы по благоустройству вокруг церкви.
В 2008 году работы были завершены и церковь стала культурным центром Омера Эрсоя (Ömer Ersoy) — предпочтительным местом для частных концертов, встреч и свадеб. Многие группы, ансамбли и артисты, такие как ансамбль фламенко Mavi Black, группа GEMAJ из Словении, Ezgi Saydam и музыканты из Японии, давали концерты в культурном центре.

## Устройство церкви
Церковь имеет размеры 21 на 13 метров и представляет собой базилику, состоящую из наоса, притвора, атриума и боковых коридоров, разделенных на 3 нефа с 2 колоннами. Вытянута с востока на запад и имеет два входа. Церковь отделана из тесаного камня, использованы розовый мрамор и базальт. В нишах и окнах у входа в церковь врезаны изображения птиц, ангелов и крестов.

## Галерея

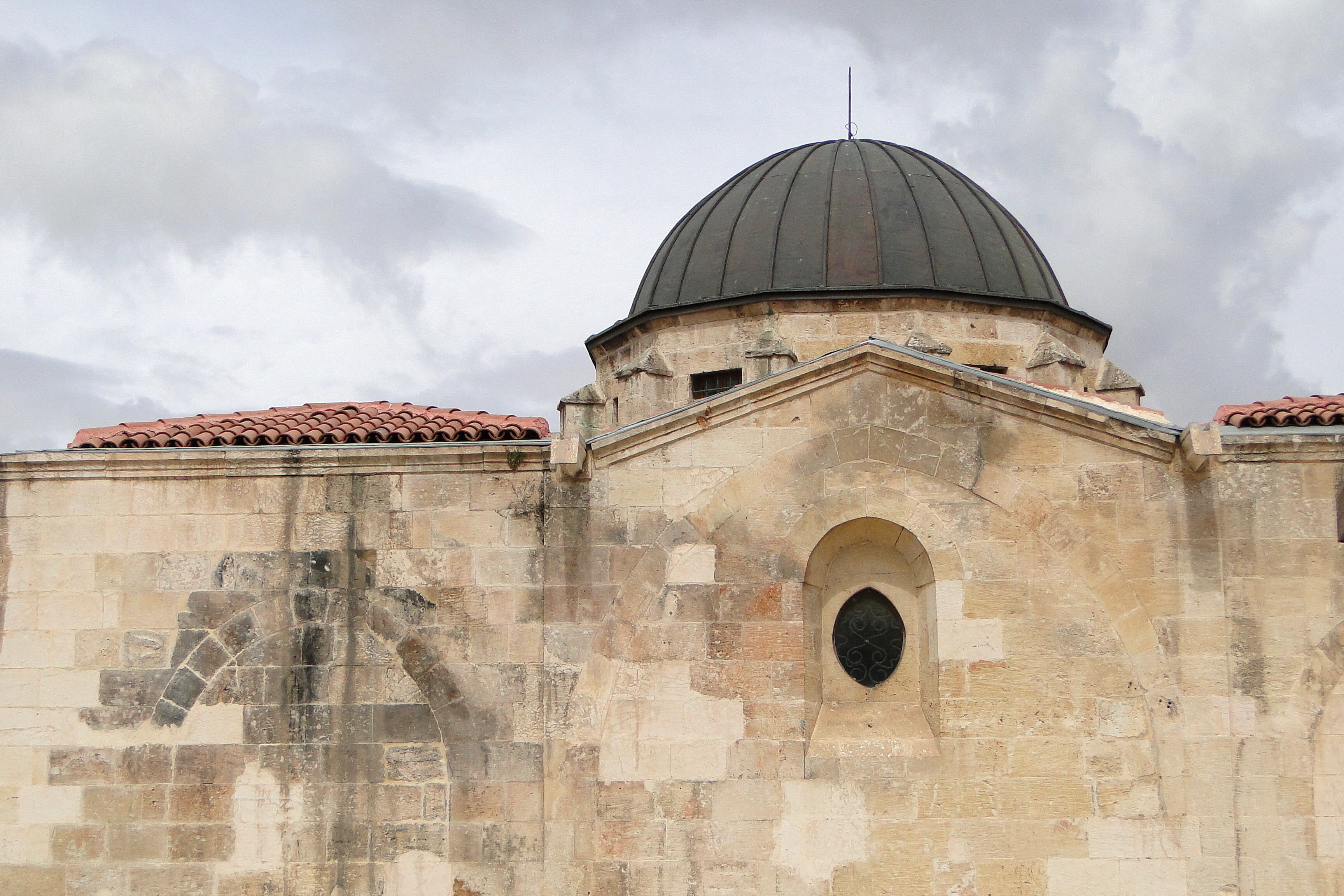
Вид снаружи
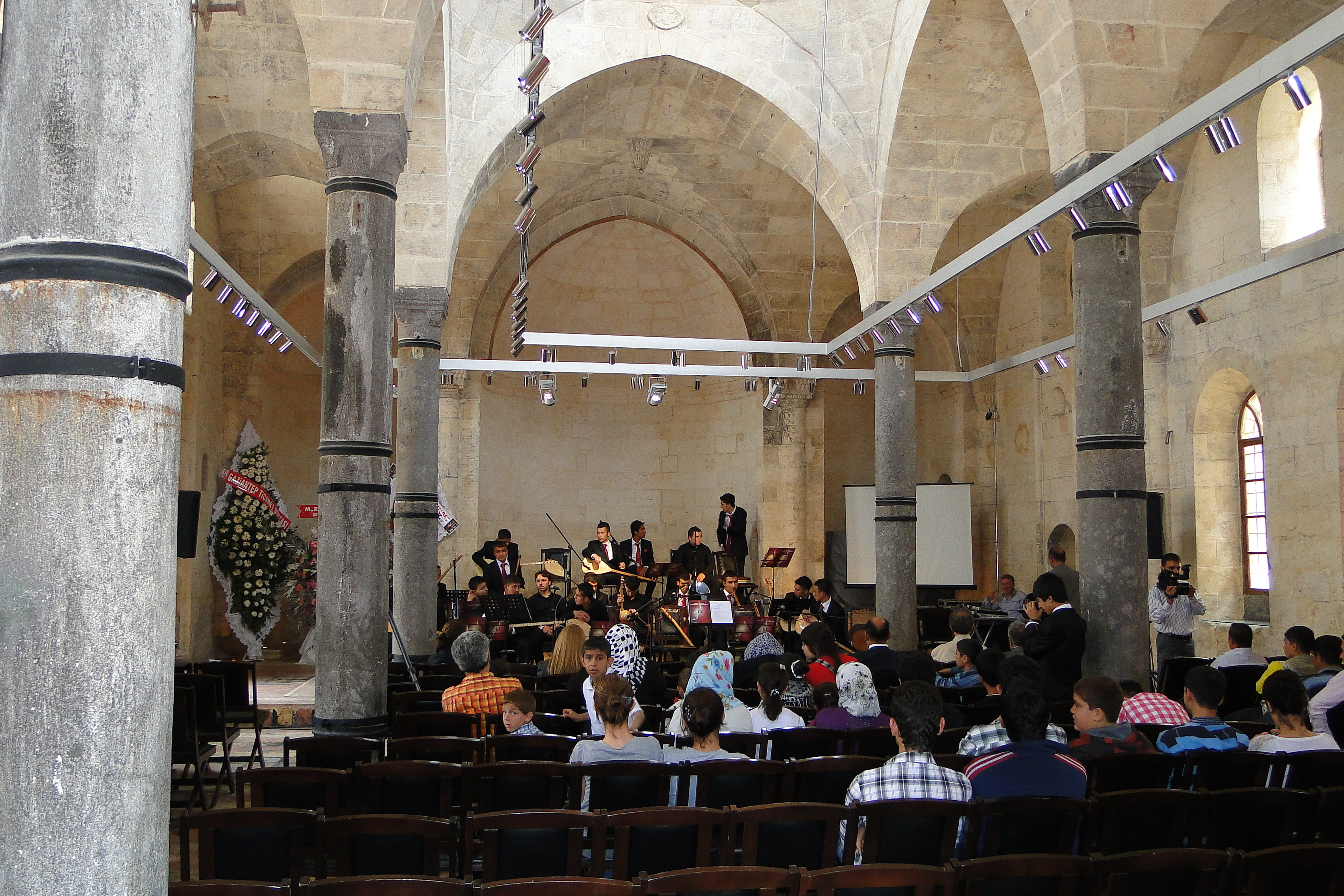
Музыкальный оркестр в церкви